# Trommel (Bauelement)

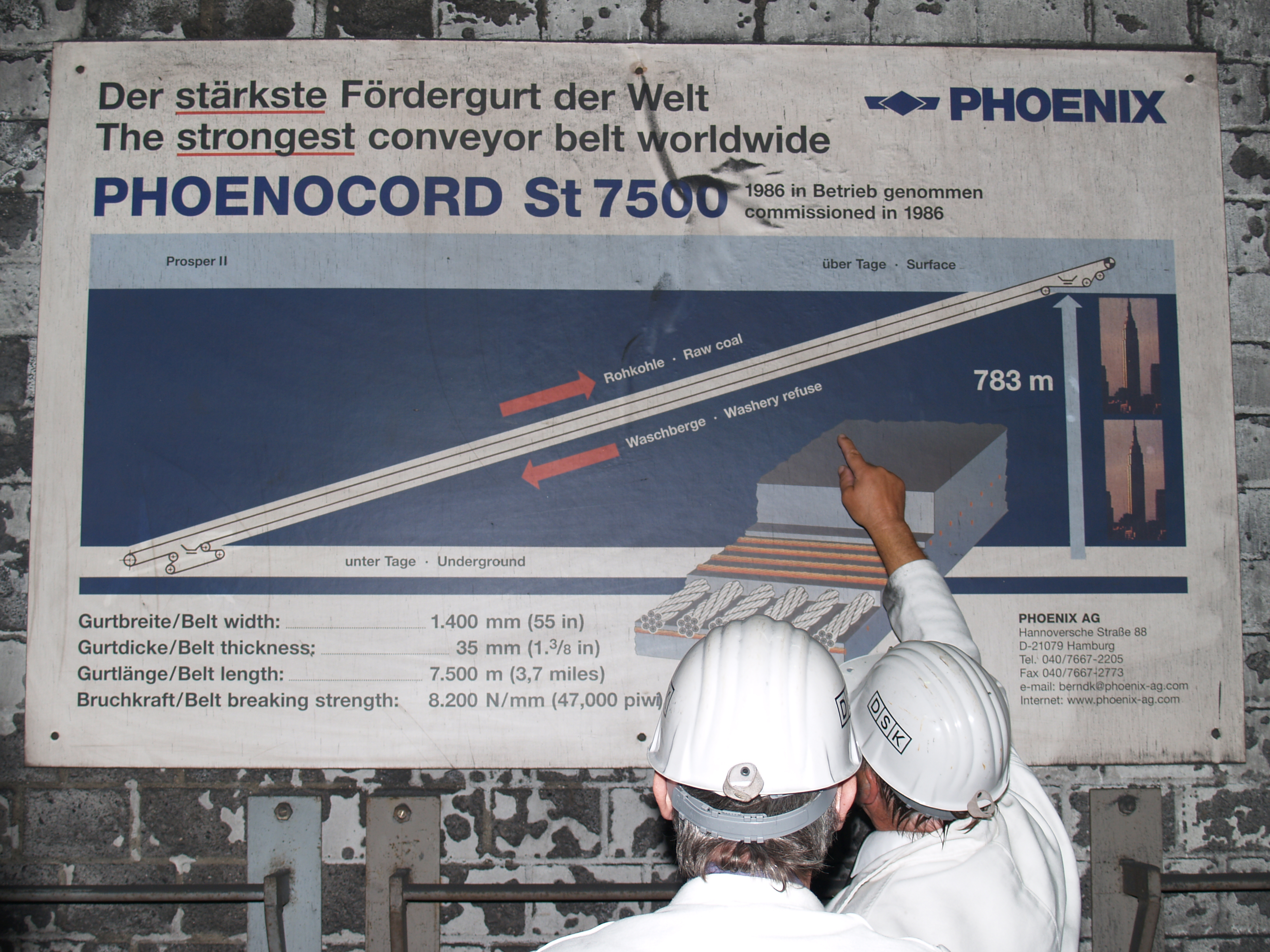
Schemagrafik einer Gurtförderanlage mit 8 Umlenk- und einer Antriebstrommel

Die Trommel ist ein aktives Bauelement der Fördertechnik, speziell der Gurtförderertechnik. Trommeln sind in der Hauptsache die Bauelemente, mit denen ein endlos umlaufender Fördergurt angetrieben, umgelenkt, oder in der Horizontalen abgelenkt wird.
Im Gegensatz zur Tragrolle, die nur der Unterstützung des Gurtes im Ober- und Untertrum einer Gurtfördereranlage dient und den Gurt in einem Höhenniveau führt und hält, nehmen die Trommeln einer Gurtfördereranlage auch die Spannkräfte in Längsrichtung auf, die zum Betrieb dieser Anlage erforderlich sind.
Es werden deshalb unterschieden:
- Antriebstrommel - Einleitung der Antriebsenergie von Motoren über Getriebe in die Trommel und über Reibschluss in den Gurt, Umlenkung des Gurtes vom Obertrum (Fördertrum) in das Untertrum;
- Umkehr- oder einfach nur Kehrtrommel - Umlenkung (Umkehr) des Gurtes vom Untertrum in das Obertrum (Fördertrum);
- Knick- oder Ablenktrommel - Ablenkung des Gurtes in ein anderes Höhenniveau.

Eine Trommel besteht grundsätzlich aus mindestens drei Bauteilen:
- Trommelmantel;
- Trommelböden mit Möglichkeiten für die Aufnahme oder Lagerung der Welle oder Achse;
- Trommelwelle oder -achse.

Trommeln werden je nach betrieblichen Anforderungen in den Ausführungen „Außenlagerung“ oder „Innenlagerung“ gefertigt.
Antriebstrommeln sind grundsätzlich außengelagert, d. h. mit einer in der Regel über Spannsätze fixierten Antriebswelle, die das gewünschte Antriebsmoment von der Antriebseinheit Motor/Getriebe über die Trommel als Antriebskraft in den Gurt einleiten soll. Die Wälzlager befinden sich dabei außerhalb der Trommel beidseitig auf der Welle und sind jeweils in ein Stehlagergehäuse eingebaut, das in der Förderanlage befestigt ist. Um Längenausdehnungen infolge unterschiedlicher Betriebstemperaturen zu kompensieren, sind diese Lagerungen immer in der Paarung Fest- und Loslager ausgeführt.
Alle anderen Trommelbauarten wie die Umkehr- und Knicktrommeln kommen in beiden Ausführungen mit „Innenlagerung“ oder „Außenlagerung“ zum Einsatz. Entscheidend hierbei sind die räumlichen Gegebenheiten und die örtlichen Zugangsmöglichkeiten an den Einbaustellen.
Außengelagerte Trommeln haben mit den außen liegenden Wälzlagern und Lagergehäusen wegen ihrer um ca. 400–600 mm größeren Baubreite einen größeren Platzbedarf als innen gelagerte Trommeln, bei denen jeweils rechts und links nur ein kurzes Achsende über die Trommelbreite hinaus ragt.
Der Vorteil von außen gelagerten Trommeln besteht u. a. darin, dass bei Versagen eines Lagers die Trommel nach dem Austausch des defekten Lager sofort weiter im Betrieb gehalten werden kann.
Bei innen gelagerten Trommeln muss bei Versagen auch nur eines Lagers die gesamte Trommel zur Reparatur gegen eine andere ausgetauscht werden.
Das bedeutet, dass zur Vorsorge einer stetigen Förderung für den Fall des Versagens eines Wälzlagers bei einer außen gelagerten Trommel nur ein Ersatzlager bereitgehalten werden muss, bei innen gelagerten Trommeln aber eine komplett neue Trommel als Reserve gehalten werden muss, um die Stillstandzeit so kurz wie eben möglich zu halten.
Die Ausführung der Trommeln ist abhängig von den betrieblichen Anforderungen. Die Trommellänge ergibt sich aus der erforderlichen Gurtbreite, die für eine genügend große Förderkapazität ausgelegt sein sollte. Der Trommeldurchmesser ist abhängig von der örtlich vorhandenen Gurtzugkraft und der Bauart des Gurtes. Ein Stahlseilgurt benötigt wegen seines relativ großen Biegeradius eine im Durchmesser größere Trommel als ein Textilgurt. Die Bemessung der Trommeldurchmesser ist in der DIN 22101 (Stetigförderer - Gurtförderer für Schüttgut - Grundlagen für die Berechnung und Auslegung) beschrieben, das Thema Bauarten von Trommeln und deren mögliche Ausführungen wird u. a. in der VDI 3622 (Gurtförderer für Schüttgut - Gurttrommeln) behandelt.
Die Auswahl der Materialien und deren Dimensionierung wird durch Belastungen aus den resultierenden Gurtzugkräften vorgegeben.
Antriebstrommeln werden zur Verbesserung des Reibschlusses zwischen Trommel und Gurt und wegen eines erhöhten Verschleißschutzes grundsätzlich beschichtet, der Beschichtungswerkstoff ist Gummi oder Keramik.
Umkehr- oder Kehrtrommeln sowie Knick- oder Ablenktrommeln werden bei zu Verschmutzungen neigenden Gurtförderern ebenfalls beschichtet, der Werkstoff ist dabei in der Regel Gummi. Die Beschichtung wird wegen der besseren Resistenz gegen Schmutz rautenförmig auf den Trommelmantel aufgebracht.